# Camión grúa

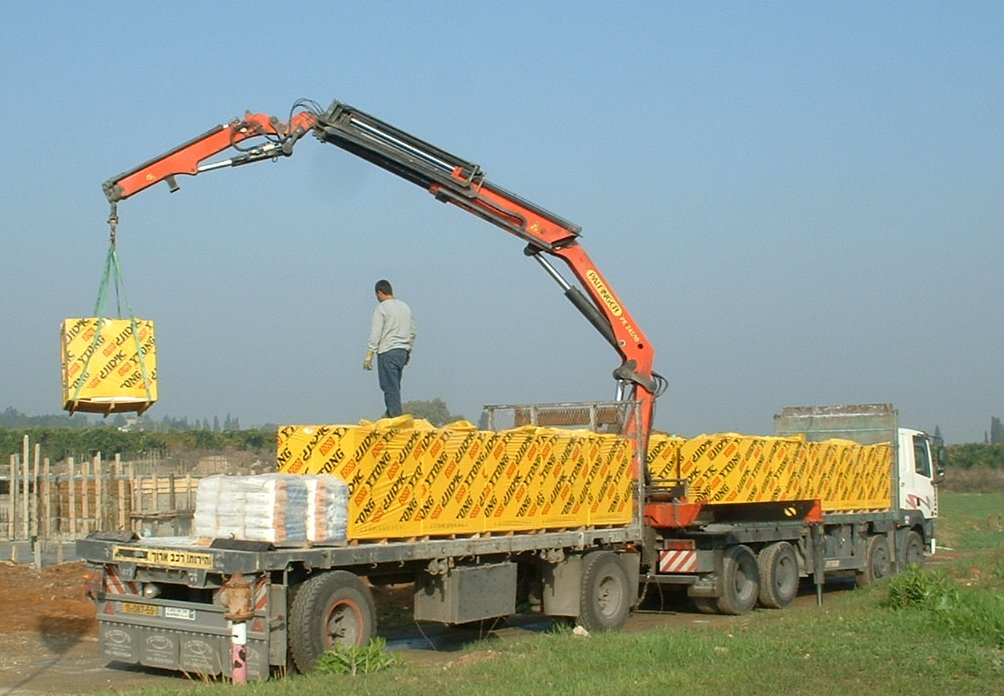
Camión grúa

Un camión grúa es aquel que lleva incorporado en su chasis una grúa, que se utiliza para cargar y descargar mercancías en el propio camión o para desplazar dichas mercancías dentro del radio de acción de la grúa. Con la incorporación de una grúa en el chasis del camión se consigue una mayor independencia a la hora de la carga y descarga del material transportado, no dependiendo de maquinaria auxiliar como carretillas elevadoras.
Algunos ejemplos de camión grúa:
- Camión grúa con caja extraíble, este vehículo tiene una cabeza tractora que permite desmontar la caja convencional y conectar una plataforma externa.
- Grúa de vehículos que se utiliza para la retirada de vehículos de las vías públicas o asistencia en carretera.
- Grúa apiladora de contenedores, tiene un spreader acoplado en el extremo de su pluma[1] y sirve para transportar contenedores cortas distancias, colocarlos en filas y apilarlos.
- Camión grúa con elevador lateral, también tiene acoplado un spreader, sirve para la manipulación de contenedores.

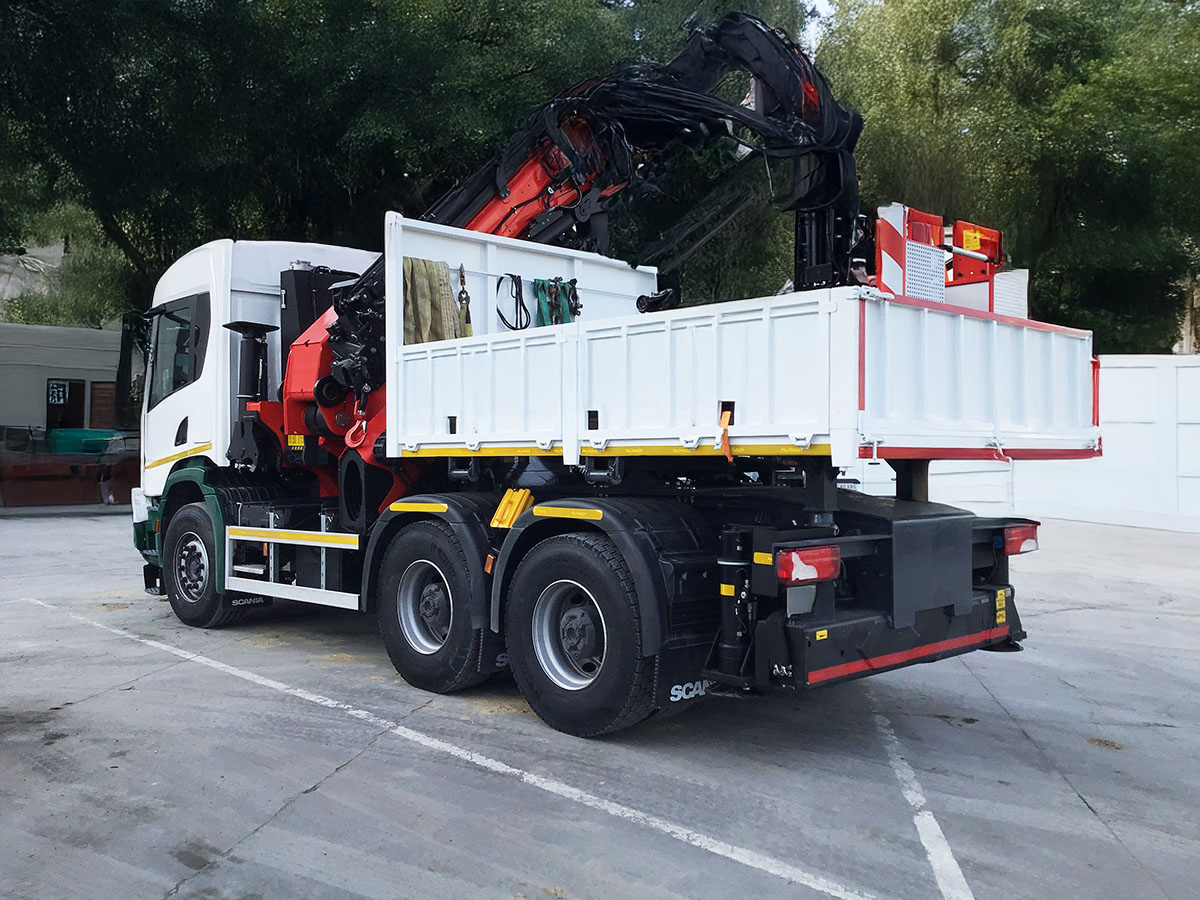
Camión Grúa con cajón Extraíble

También se les conoce como Grúa Hidráulica Articulada por sus siglas GHA o Grúa Autocargante. Es importante mencionar que para manejar y operar una GHA o Grúa Autocargante, en algunos países es necesario un permiso especial que varía dependiendo del país, por ejemplo en España se necesita un Carnet de Operador de Grúa Hidráulica Articulada bajo la Norma UNE 58161 y en algunos países de América como Colombia se necesita el Carnet de Operador de Grúa.